# Ernie Butler (cầu thủ bóng đá, sinh năm 1924)
Ernest Butler (sinh ngày 28 tháng 8 năm 1924) là một cầu thủ bóng đá người Anh có 42 lần ra sân ở Football League thi đấu ở vị trí outside right cho Southend United và Darlington. Ông cũng thi đấu bóng đá non-league cho Stockton.